# Diepersdorf (Leinburg)

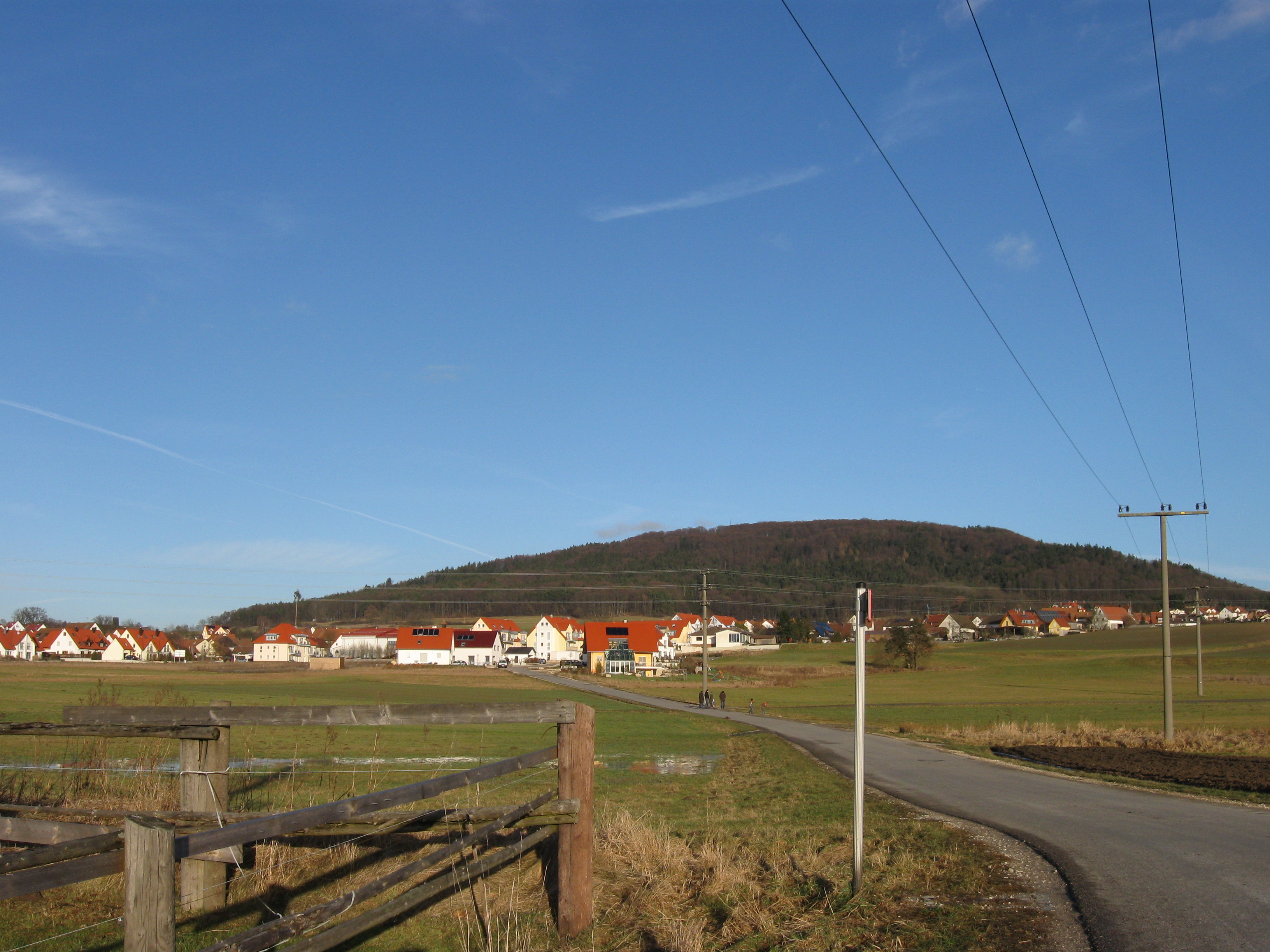
Ortsansicht mit Moritzberg

Diepersdorf ist ein Gemeindeteil der Gemeinde Leinburg im Landkreis Nürnberger Land (Mittelfranken, Bayern). Die Gemarkung Diepersdorf hat eine Fläche von 4,513 km². Sie ist in 2054 Flurstücke aufgeteilt, die eine durchschnittliche Flurstücksfläche von 2197,02 m² haben. In ihr liegt neben dem namensgebenden Ort der Gemeindeteil Scheerau.

## Geografie
Das Dorf Diepersdorf liegt unmittelbar westlich des Moritzberges (604 m ü. NHN). Die Staatsstraße 2240 führt nach Leinburg (1,7 km südöstlich) bzw. zur Anschlussstelle 50 der Bundesautobahn 9 bei Lauf (4,3 km nördlich). Die Kreisstraße LAU 15 führt nach Schwaig bei Nürnberg zur Staatsstraße 2241 (6 km westlich). Gemeindeverbindungsstraßen führen nach Scheerau (1 km südlich) und über Rockenbrunn nach Haimendorf (1 km nördlich).

## Geschichte
Die erste urkundliche Erwähnung des Ortes geht auf das Jahr 1079 zurück. Eine weitere Erwähnung datiert aus dem Jahr 1360, als der Verkauf der Güter der Reichshofmark Altdorf bestätigt wurde. Diese waren vom Haus Nassau an den hohenzollernschen Burggrafen Albrecht von Nürnberg verkauft worden, wobei unter anderem auch „Dypersdorf“ erwähnt wurde. Im Zuge des Landshuter Erbfolgekrieges wurde Diepersdorf im Jahr 1504 von Truppen der Reichsstadt Nürnberg besetzt und gehörte mit dem ein Jahr später erfolgten Friedensschluss für knapp drei Jahrhunderte zum Landgebiet dieser Reichsstadt. 1796 wurde der Ort für ein Jahrzehnt preußisch und gelangte 1806 zum Königreich Bayern.
Mit dem Gemeindeedikt (frühes 19. Jahrhundert) wurde der Steuerdistrikt Diepersdorf gebildet. Zu diesem gehörten Haimendorf, Moritzberg, Renzenhof, Rockenbrunn und Scheerau. Zugleich entstand die Ruralgemeinde Diepersdorf, zu der Scheerau gehörte. Sie unterstand in Verwaltung und Gerichtsbarkeit dem Landgericht Altdorf. Im Zuge der Gebietsreform in Bayern wurde Diepersdorf am 1. Mai 1978 nach Leinburg eingemeindet.
Nach dem Zweiten Weltkrieg ergab sich mit dem Zustrom der Heimatvertriebenen ein erheblicher Bevölkerungszuwachs, der zu einem umfassenden soziologischen und strukturellen Wandel im Ort beitrug. Während noch vor dem Zweiten Weltkrieg fast ausschließlich die Landwirtschaft und das Handwerk die Erwerbsgrundlage der Bevölkerung gebildet hatten, verlagerte sich dies in der Nachkriegszeit immer mehr auf industrielle Erwerbszweige in den umliegenden Städten. Mit diesem Strukturwandel entwickelte sich der Ort zu einem Pendlerort. Viele Einwohner pendeln zu ihren Arbeitsplätzen nach Röthenbach, Altdorf, Lauf und vor allem nach Nürnberg. Am südlichen Rand des Dorfes hat sich ein kleines Industriegebiet gebildet.

### Baudenkmäler
- Bachweg 3: Wohnstallhaus
- Diepersdorfer Hauptstraße 29: ehemaliges Rathaus

### Einwohnerentwicklung
Gemeinde
| Jahr          | 1910 | 1933 | 1939 |
| Einwohnerzahl | 702  | 664  | 738  |

Ort
| Jahr          | 1987 | 2011 | 2016 | 2022 |
| Einwohnerzahl | 1578 | 2189 | 2418 | 2510 |